# نیمه تاریک ماه (آلبوم)
| بررسی انتقادی              | بررسی انتقادی |
| منبع                       | رتبه‌بندی      |
| -------------------------- | ------------- |
| آل‌میوزیک                   | [ ۱ ]         |
| بیلبورد                    | [ ۲ ]         |
| راهنمای ضبط کریسگائو       | B             |
| دانشنامه موسیقی عامه‌پسند   | [ ۴ ]         |
| میوزیک‌هاند راک             | ۵/۵           |
| ان‌ام‌ئی                     | ۸/۱۰          |
| کیو                        | [ ۷ ]         |
| راهنمای آلبوم رولینگ استون | [ ۸ ]         |
| اسپاتنیک‌میوزیک             | ۵/۵           |
| آن‌کات                      | [ ۶ ]         |

نیمهٔ تاریک ماه (انگلیسی: The Dark Side of the Moon) هشتمین آلبوم استودیویی بند راک انگلیسی، پینک فلوید است که در ۱ مارس ۱۹۷۳ توسط هاروست رکوردز منتشر شد. آلبوم نیمهٔ تاریک ماه بر اساس تجربیات گروه در آخرین تور و ضبط خود، شکل گرفته بود، که موجب حرکت و روانه شدن و جدایی کامل از، ریشه‌های سبکِ ملودی و اینسترومنتال‌های قبلی «پینک فلوید»؛ که توسط سید برت در گروه پایه‌گذاری شده بود. موضوع این آلبوم شامل پیری و گذر زمان، جنون و بیماری روانی، «طمع»، «تضاد» و مضامین ضد جنگ که در کارهای بعدی گروه هم به فراوان یافت می‌شود؛ (مانند آلبوم‌های: برش نهایی، دیوار، حیوانات) است؛ مفهوم «جنون و بیماری روانی» الهام گرفته از، حالات روانی رو به وخامت عضو قبلی گروه؛ «سید برت» است.
مراحل توسعه آلبوم در طی اجرا زنده، یک نسخه اولیه که چند ماه قبل از ضبط آلبوم تهیه شده بود و ضبط اصلی آلبوم در دو مقطع در سال ۱۹۷۲ و ۱۹۷۳ در استودیو ابی رود، در لندن انجام شد، کامل شد.
گروه برای اولین بار تکنیک‌های ضبط پیشرفته مانند، ضبط چندگانه، تکنیک حلقه نوار استفاده کردند. پینک فلوید برای اولین بار در این آلبوم از musique concrète و متن‌های مفهومی و فیلسوفانه استفاده کرد که بعداً به عنوان یک علامت تجاری از آثار پینک فلوید شناخته شد.
موفق‌ترین عرضهٔ گروه، نیمه تاریک ماه، برای ۸۷۴ هفتهٔ پیاپی (۱۶ سال) در جدول موسیقی آلبوم‌ها در آمریکا، بیلبورد ۲۰۰، باقی‌ماند که طولانی‌ترین زمان برای هر آلبومی در تاریخ است. این آلبوم، سومین آلبوم پرفروش در همه زمان‌ها در سطح جهان است که بیش از ۴۵ میلیون نسخه از آن به فروش رفته است. علاوه بر موفقیت تجاری این آلبوم، نیمهٔ تاریک ماه اغلب به عنوان اثر شاخص گروه شناخته می‌شود، و هنوز هم به وسیلهٔ منتقدان موسیقی به عنوان یکی از عظیم‌ترین و تأثیرگذارترین آلبوم‌های همهٔ زمان‌ها شناخته می‌شود.

## پیش‌زمینه
به دنبال عرضهٔ آلبوم فضولی، اعضای باند برای تورهای آیندهٔ خود در بریتانیا، ژاپن و ایالات متحده در دسامبر همان سال آماده شدند. تمرین در باغ‌های برودهرست‌لندن چشم‌اندازی از آلبوم جدید گروه بود هرچند که ایجاد قطعات جدید در اولویت کاری گروه قرار داشت.
در ملاقاتی که اعضای گروه در خانهٔ نیک میسن در کمدن‌تاون داشتند واترز بیسیست گروه پیش نهاد داد که که آلبوم جدید می‌تواند بخشی از تور آن‌ها را دربر گیرد. ایدهٔ واترز برای این آلبوم در ارتباط با چیزهایی بود که مردم را از حالت عادی زندگی خود خارج می‌کرد و مواردی بمانند تعارض و جنون که از عضو سابق گروه سید برت سرچشمه می‌گرفت. تمرکز بر شیوه زندگی پرزحمتی که اعضای گروه با آن مواجه بودند نیز از دیگر پیش‌نهادهای واترز بود. گروه بمانند این ایده را در سال ۱۹۶۹ و در انسان و سفر نیز پرداخته بود.
هر چهار عضو گروه ایدهٔ واترز را دربارهٔ مفهوم آلبوم قبول کردند و پذیرفتند که این ایده دارای یکپارچگی مناسب و خوبی است. بعد آن واترز، گیلمور، رایت و میسن در نوشتن و تولید قطعات شرکت کردند و واترز نیز به ایجاد نسخه‌های اولیه از قطعات آلبوم در استودیوی ضبط کوچک خانه‌اش در ایسلینگتون پرداخت.
قسمت‌هایی از آلبوم جدید از قطعات به‌جامانده از قطعات استفاده نشدهٔ قبلی است:خط آغازین آهنگ «نفس بکش» از کارهایی گرفته شده است که واترز و ران گیسین برای موسیقی متنی با نام موسیقی بدنی نوشته بودند، اساس و پایهٔ آهنگ «ما و آن‌ها» نیز از قطعه‌ای است که توسط ریچارد برای موسیقی متنِ نقطه زابریسکی نوشته شده است.

## مراحل ضبط آلبوم

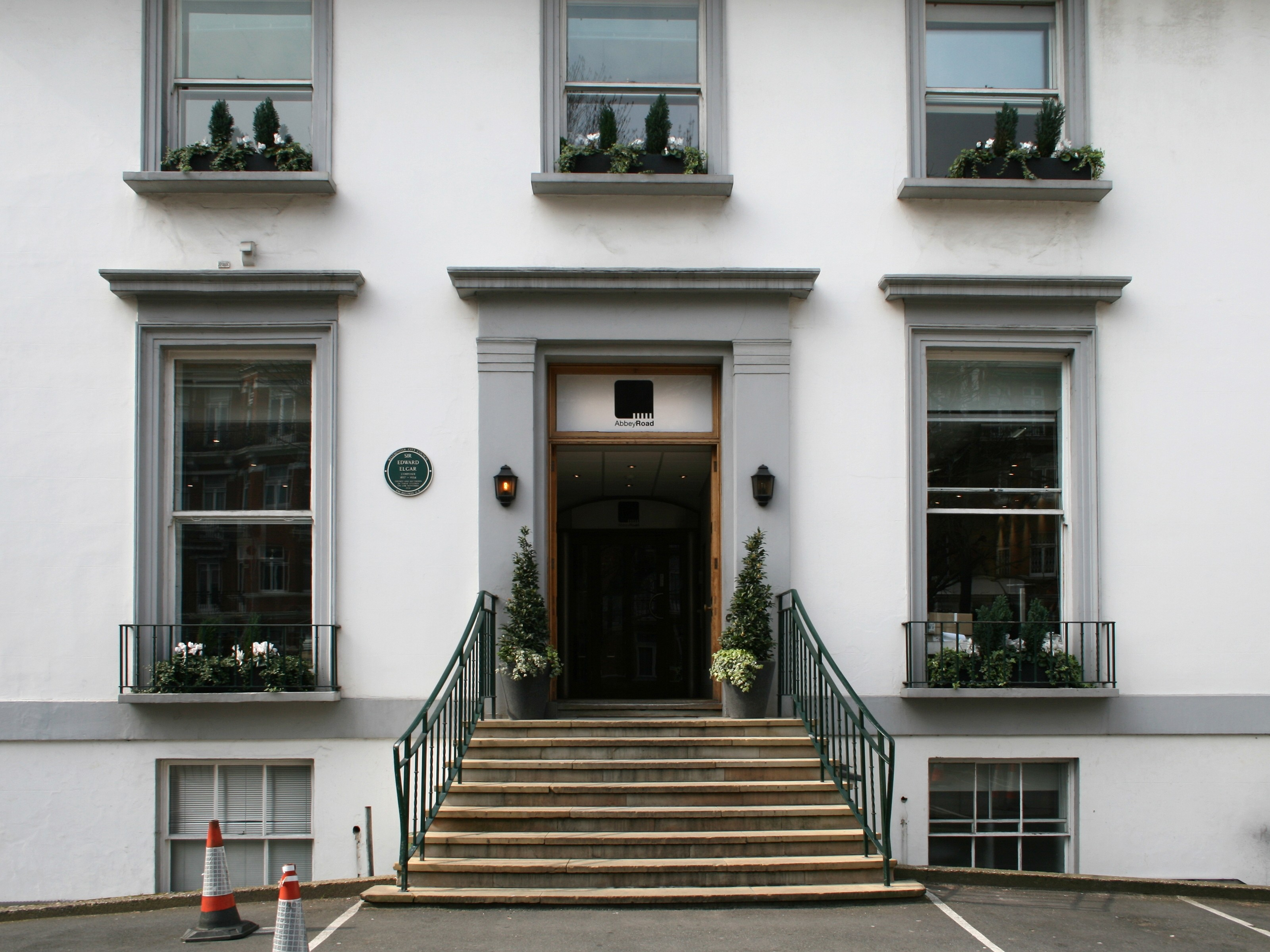
ابی رود استودیوز

آلبوم در ابی رود استودیوز لندن ضبط شد، در دو فصل، مابین ماه مه ۱۹۷۲ و ژانویه ۱۹۷۳. گروه برای این آلبوم از آلن پارسونز به عنوان مهندس صدا استفاده کرد. آلن پارسونز پیش‌تر در ضبط آلبومِ مادر قلب‌اتمی، با گروه همکاری کرده بود، او به عنوان مهندس صدا؛ تجربهٔ کار با بیتلز را در دو آلبومِ بگذار باشد و ابی رود را داشت.
در مراحل ضبطِ آلبوم، از پیشرفته‌ترین روش‌های استودیویی آن زمان استفاده شد. استودیوی مورد استفاده؛ قابلیت ضبطِ ۱۶آهنگی را دارا بود، که این توانایی درجهٔ انعطاف‌پذیری بیشتری را برای گروه نسبت به ضبطِ ۸آهنگی یا چهارآهنگی، که قبلتر استفاده می‌شد، فراهم می‌کرد.
در اول ژوئن آهنگِ «ما و آن‌ها» ضبط شد. به دنبال آن در شش روز بعد آهنگِ «پول» ضبط شد. واترز یک اثر صوتی تکرارشونده از صداهایی که پول مربوط می‌شد، مانندِ پرتاب سکّه در یک کاسه ضبط شده بود، ایجاد کرد. دو قطعهٔ بعد؛ «پول» و «کنسرتی بزرگ در آسمان» بودند که ضبط شدند. ضبطِ این دو قطعه به دنبال یک وقفهٔ دوماهه - که در طی آن اعضای گروه مدتی را با خانواده سپری کردند و برای تورِ پیشِ رو آماده شدند- انجام شد.
فصل‌های ضبط مرتباً دچار وقفه می‌شد؛ واترز، یکی از هواداران باشگاه فوتبال آرسنال، برای دیدن مسابقه تیم محبوبش مهلت می‌خواست. گروه گه‌گداری برای دیدن سریال «Monty Python's Flying Circus» کار را به تعویق می‌انداخت.
پس از بازگشت از تورِ ایالات متحده در ژانویه ۱۹۷۳، گروه آهنگ‌های «اختلال ذهنی»، «کسوف»، «هر رنگی که دوست داری»، «پا به فرار» را ضبط کرد.

## فهرست قطعه‌ها
متن همهٔ ترانه‌ها توسط راجر واترز نوشته شده‌است.
| سمت نخست   | سمت نخست                                                               | سمت نخست                       | سمت نخست     | سمت نخست |
| شماره      | نام                                                                    | آهنگساز                        | آواز اصلی    | مدت      |
| ---------- | ---------------------------------------------------------------------- | ------------------------------ | ------------ | -------- |
| ۱.         | «با من صحبت کن»                                                        | نیک میسن                       | اینسترومنتال | ۱:۱۳     |
| ۲.         | «نفس بکش» (در برچسب اصلی ال‌پی با عنوان «نفس کشیدن در هوا» ذکر شده است) | واترز ریچارد رایت دیوید گیلمور | گیلمور       | ۲:۴۳     |
| ۳.         | «پا به فرار»                                                           | واترز گیلمور                   | اینسترومنتال | ۳:۴۵     |
| ۴.         | «زمان» (شامل «زمان (تکرار دوباره)»)                                    | واترز گیلمور رایت میسن         | گیلمور رایت  | ۶:۵۳     |
| ۵.         | «کنسرتی بزرگ در آسمان»                                                 | رایت کلر توری                  | توری         | ۴:۳۶     |
| مجموع مدت: | مجموع مدت:                                                             | مجموع مدت:                     | مجموع مدت:   | ۱۹:۲۷    |

| سمت دوم    | سمت دوم                | سمت دوم          | سمت دوم      | سمت دوم |
| شماره      | نام                    | آهنگساز          | آواز اصلی    | مدت     |
| ---------- | ---------------------- | ---------------- | ------------ | ------- |
| ۱.         | «پول»                  | واترز            | گیلمور       | ۶:۲۳    |
| ۲.         | «ما و آن‌ها»            | واترز رایت       | گیلمور       | ۷:۵۱    |
| ۳.         | «هر رنگی که دوست داری» | گیلمور میسن رایت | اینسترومنتال | ۳:۲۶    |
| ۴.         | «اختلال ذهنی»          | واترز            | واترز        | ۳:۴۹    |
| ۵.         | «کسوف»                 | واترز            | واترز        | ۲:۰۳    |
| مجموع مدت: | مجموع مدت:             | مجموع مدت:       | مجموع مدت:   | ۲۳:۴۲   |

## جدول‌ها
| جدول (۱۹۷۳)                              | بالاترین جایگاه |
| ---------------------------------------- | --------------- |
| استرالیا (Kent Music Report)             | ۲               |
| آلبوم‌های اتریشی (آلبوم‌های او۳)           | ۱               |
| آلبوم‌ها/سی‌دی‌های برتر کانادا (آرپی‌ام)     | ۱               |
| آلبوم‌های هلندی (جدول‌های هلند)            | ۲               |
| آلبوم‌های آلمانی (۱۰۰ آلبوم برتر رسمی)    | ۳               |
| آلبوم‌های نروژی (وی‌جی-لیستا)              | ۲               |
| Spanish Albums (AFE)                     | ۳               |
| آلبوم‌های بریتانیا (شرکت جدول‌های رسمی)    | ۲               |
| بیلبورد ۲۰۰ ایالات متحده                 | ۱               |
| جدول (۱۹۷۵)                              | بالاترین جایگاه |
| آلبوم‌های نیوزیلندی (آرام‌ان‌زد)            | ۴               |
| آلبوم‌های بریتانیا (شرکت جدول‌های رسمی)    | ۷               |
| بیلبورد ۲۰۰ ایالات متحده                 | ۲۳              |
| جدول (۱۹۹۳–۹۴)                           | بالاترین جایگاه |
| آلبوم‌های استرالیایی (ای‌آرآی‌ای)           | ۱۱              |
| آلبوم‌ها/سی‌دی‌های برتر کانادا (آرپی‌ام)     | ۲۰              |
| آلبوم‌های هلندی (جدول‌های هلند)            | ۵۹              |
| آلبوم‌های آلمانی (۱۰۰ آلبوم برتر رسمی)    | ۲۸              |
| آلبوم‌های نروژی (وی‌جی-لیستا)              | ۱۶              |
| آلبوم‌های نیوزیلندی (آرام‌ان‌زد)            | ۱               |
| آلبوم‌های سوئدی (برترین‌های سوئد)          | ۴۵              |
| جدول (۲۰۰۳)                              | بالاترین جایگاه |
| آلبوم‌های اتریشی (آلبوم‌های او۳)           | ۴۸              |
| آلبوم‌های بلژیکی (اولتراتاپ فلاندرز)      | ۴۲              |
| آلبوم‌های بلژیکی (اولتراتاپ والونیا)      | ۲۸              |
| آلبوم‌های هلندی (جدول‌های هلند)            | ۳۰              |
| آلبوم‌های آلمانی (۱۰۰ آلبوم برتر رسمی)    | ۳               |
| آلبوم‌های ایرلندی (ایرما)                 | ۴۱              |
| آلبوم‌های ایتالیایی (فیمی)                | ۲               |
| آلبوم‌های نیوزیلندی (آرام‌ان‌زد)            | ۶               |
| آلبوم‌های نروژی (وی‌جی-لیستا)              | ۷               |
| آلبوم‌های لهستانی (زدپی‌ای‌وی)              | ۲۴              |
| آلبوم‌های پرتغالی (ای‌اف‌پی)                | ۳               |
| جدول (۲۰۰۵–۰۶)                           | بالاترین جایگاه |
| آلبوم‌های استرالیایی (ای‌آرآی‌ای)           | 24              |
| آلبوم‌های بلژیکی (اولتراتاپ فلاندرز)      | 55              |
| آلبوم‌های بلژیکی (اولتراتاپ والونیا)      | 49              |
| آلبوم‌های دانمارکی (هیت‌لیستن)             | 26              |
| آلبوم‌های فنلاندی (جدول رسمی فنلاند)      | 10              |
| آلبوم‌های ایرلندی (ایرما)                 | 43              |
| آلبوم‌های ایتالیایی (فیمی)                | 5               |
| آلبوم‌های نروژی (وی‌جی-لیستا)              | 16              |
| آلبوم‌های لهستانی (زدپی‌ای‌وی)              | 24              |
| آلبوم‌های اسپانیایی (پروموزیکای)          | 96              |
| آلبوم‌های سوئدی (برترین‌های سوئد)          | 16              |
| آلبوم‌های سوئیسی (جدول موسیقی سوئیس)      | 47              |
| جدول (۲۰۱۱–۲۰۲۱)                         | بالاترین جایگاه |
| آلبوم‌های استرالیایی (ای‌آرآی‌ای)           | 22              |
| آلبوم‌های اتریشی (آلبوم‌های او۳)           | 10              |
| آلبوم‌های بلژیکی (اولتراتاپ فلاندرز)      | 16              |
| آلبوم‌های بلژیکی (اولتراتاپ والونیا)      | 6               |
| آلبوم‌های چک (سی‌ان‌اس آی‌اف‌پی‌آی)            | 13              |
| آلبوم‌های دانمارکی (هیت‌لیستن)             | 21              |
| آلبوم‌های هلندی (جدول‌های هلند)            | 19              |
| آلبوم‌های فنلاندی (جدول رسمی فنلاند)      | 16              |
| آلبوم‌های فرانسوی (اس‌ان‌ئی‌پی)              | 7               |
| آلبوم‌های آلمانی (۱۰۰ آلبوم برتر رسمی)    | 3               |
| آلبوم‌های ایرلندی (ایرما)                 | 25              |
| آلبوم‌های ایتالیایی (فیمی)                | 5               |
| آلبوم‌های نیوزیلندی (آرام‌ان‌زد)            | 8               |
| آلبوم‌های نروژی (وی‌جی-لیستا)              | 11              |
| آلبوم‌های لهستانی (زدپی‌ای‌وی)              | 8               |
| آلبوم‌های پرتغالی (ای‌اف‌پی)                | 5               |
| آلبوم‌های اسپانیایی (پروموزیکای)          | 15              |
| آلبوم‌های کره‌ای (گائون چارت)              | 24              |
| آلبوم‌های بین‌المللی کره‌ای (گائون)         | 3               |
| آلبوم‌های سوئدی (برترین‌های سوئد)          | 15              |
| آلبوم‌های سوئیسی (جدول موسیقی سوئیس)      | 8               |
| آلبوم‌های بریتانیا (شرکت جدول‌های رسمی)    | 11              |
| بیلبورد ۲۰۰ ایالات متحده                 | 12              |
| آلبوم‌های راک برتر ایالات متحده (بیلبورد) | 13              |

| جدول (۱۹۷۳)                         | جایگاه |
| ----------------------------------- | ------ |
| Austrian Albums (Ö3 Austria)        | ۱      |
| Dutch Albums (Album Top 100)        | ۱۴     |
| US Billboard 200                    | ۱۱     |
| جدول (۱۹۷۴)                         | جایگاه |
| US Billboard 200                    | ۱۱     |
| جدول (۱۹۷۵)                         | جایگاه |
| US Billboard 200                    | ۷۰     |
| جدول (۱۹۸۰)                         | جایگاه |
| US Billboard 200                    | ۸۰     |
| جدول (۱۹۸۲)                         | جایگاه |
| US Billboard 200                    | ۶۵     |
| جدول (۱۹۸۳)                         | جایگاه |
| US Billboard 200                    | ۹۵     |
| جدول (۲۰۰۳)                         | جایگاه |
| UK Albums (OCC)                     | ۱۴۱    |
| جدول (۲۰۰۵)                         | جایگاه |
| UK Albums (OCC)                     | ۱۶۲    |
| جدول (۲۰۰۶)                         | جایگاه |
| Italian Albums (FIMI)               | ۷۵     |
| UK Albums (OCC)                     | ۱۶۶    |
| جدول (۲۰۰۹)                         | جایگاه |
| Italian Albums (FIMI)               | ۸۹     |
| جدول (۲۰۱۰)                         | جایگاه |
| Italian Albums (FIMI)               | ۷۳     |
| جدول (۲۰۱۱)                         | جایگاه |
| Italian Albums (FIMI)               | ۴۴     |
| UK Albums (OCC)                     | ۱۷۳    |
| جدول (۲۰۱۲)                         | جایگاه |
| US Billboard 200                    | ۱۹۳    |
| جدول (۲۰۱۴)                         | جایگاه |
| US Billboard 200                    | ۲۰۰    |
| جدول (۲۰۱۵)                         | جایگاه |
| US Billboard 200                    | ۱۸۳    |
| جدول (۲۰۱۷)                         | جایگاه |
| UK Albums (OCC)                     | ۹۴     |
| US Top Rock Albums (Billboard)      | ۷۸     |
| جدول (۲۰۱۸)                         | جایگاه |
| Portuguese Albums (AFP)             | ۴۴     |
| US Top Rock Albums (Billboard)      | ۷۹     |
| جدول (۲۰۱۹)                         | جایگاه |
| آلبوم‌های بلژیکی (Ultratop Flanders) | ۱۱۰    |
| آلبوم‌های بلژیکی (Ultratop Wallonia) | ۱۶۵    |
| آلبوم‌های برتر راک یواس (Billboard)  | ۵۰     |
| جدول (۲۰۲۰)                         | جایگاه |
| آلبوم‌های بلژیکی (Ultratop Flanders) | ۱۰۷    |
| آلبوم‌های بلژیکی (Ultratop Wallonia) | ۱۷۳    |
| آلبوم‌های مجارستانی (MAHASZ)         | ۹۶     |
| آلبوم‌های ایتالیایی (FIMI)           | ۶۳     |
| آلبوم‌های برتر راک یواس (بیلبورد)    | ۲۹     |

## فروش‌های برگزیدهٔ آلبوم
| کشور                           | گواهی      | فروش                    | تاریخ آخرین گواهی | توضیح                                      | منبع(ها)        |
| ------------------------------ | ---------- | ----------------------- | ----------------- | ------------------------------------------ | --------------- |
| آرژانتین                       | ۲× پلاتین  | ۲۰۰٬۰۰۰                 | ۱ اوت ۱۹۹۴        |                                            | [ ۱۰۷ ]         |
| استرالیا                       | ۱۴× پلاتین | ۹۸۰٬۰۰۰                 | ۳۰ ژوئن ۲۰۱۱      |                                            | [ ۱۰۸ ]         |
| اتریش                          | ۲× پلاتین  | ۱۰۰٬۰۰۰                 | ۱۵ می ۲۰۰۳        |                                            | [ ۱۰۹ ]         |
| کانادا                         | ۲× الماس   | ۲٬۰۰۰٬۰۰۰               | مارس ۲۰۰۳         |                                            | [ ۱۱۰ ]         |
| فرانسه                         | پلاتین     | ۲٬۵۵۵٬۴۰۰               | ۱۹۸۰              | پنجمین آلبوم پرفروش همه زمان‌ها در فرانسه   | [ ۱۱۱ ]         |
| آلمان                          | ۲× پلاتین  | ۱٬۰۰۰٬۰۰۰               | ۱۹۹۳              |                                            | [ ۱۱۲ ]         |
| ایتالیا                        | پلاتین     | ۱۰۰٬۰۰۰                 | ۲۰۰۳              |                                            | [ ۱۱۳ ]         |
| لهستان                         | پلاتین     | ۵۰٬۰۰۰                  | ۲۰۰۳              |                                            | [ ۱۱۴ ]         |
| بریتانیا                       | ۹× پلاتین  | ۴٬۱۱۴٬۰۰۰ ۱ ژانویه ۲۰۱۲ | ۱۵ آوریل ۲۰۰۵     | هفتمین آلبوم پرفروش همه زمان‌ها در بریتانیا | [ ۱۱۵ ] [ ۱۱۶ ] |
| ایالات متحده (RIAA)            | ۱۵× پلاتین | ۱۵٬۰۰۰٬۰۰۰              | ۶ آوریل ۱۹۹۸      | ۱۱× پلاتین در ۱۹۹۰                         | [ ۱۱۷ ]         |
| ایالات متحده Nielsen SoundScan |            | ۹٬۲۷۴٬۲۲۳               |                   | از ۱۹۹۱ – فوریه ۲۰۱۲                       | [ ۱۱۸ ]         |

## دست‌اندرکاران
| پینک فلوید - دیوید گیلمور – خواننده، گیتار، سینث‌سایزر و تهیه‌کننده - نیک میسن – ساز کوبه‌ای، تهیه‌کننده، تپ افکت - راجر واترز – گیتار بیس، خواننده، سینث‌سایزر، تپ افکت، تهیه‌کننده - ریچارد رایت – کیبورد، خواننده، سینث‌سایزر، تهیه‌کننده | سایر موسیقی‌دانان - دیک پری – ساکسوفون در آهنگ‌های «پول» و «ما و آن‌ها» - کلر توری – خواننده در «کنسرتی بزرگ در آسمان»، همخوان - لسلی دنکن – همخوان - بَری سینت جان – همخوان - لیزا استریک – همخوان - دوریس تروی – همخوان | تولید - آلن پارسونز – مهندسی صوت - پیتر جیمز – دستیار مهندسی - کریس توماس – مشاور میکس کردن - گیورگ هاردی – نگاره‌ها، طرح جلد صفحه - هیپ‌نسیس – طراح، عکاسی - جیل فارمونوسکی – عکاسی - جیمز گاتری – سرپرست ری‌مَستِرینگ در ویرایشِ ۲۰اُمین و ۳۰اُمین سال انتشار آلبوم، آمیختن ۵٫۱ در ویرایش ۳۰اُمین سال انتشار - داگ ساکس – ری‌مَستِرینگ در ویرایشِ ۲۰اُمین و ۳۰اُمین سال انتشار آلبوم - استورم تورجرسن – طرح‌های ۲۰اُمین و ۳۰اُمین سال انتشار آلبوم |